# Зенит (филм)
Вижте пояснителната страница за други значения на Зенит.
„Зенит“ (на хърватски: Zvizdan) е хърватски игрален филм от 2015 г. на режисьора Далибор Матанич. Копродукция е между Хърватия, Словения и Сърбия.
Премиерата му е на 17 май 2015 г. по време на филмовия фестивал в Кан. Това е първия хърватски филм, който участва във филмовия фестивал в Кан. „Зенит“ е хърватското предложение за номинация за „Оскар“ за чуждоезичен филм за 2015 г., но не е номиниран. В България е прожектиран за първи път на 24 март 2016 г. в кино „Люмиер“ по време на XX Международен филмов фестивал „София Филм Фест“.

## Награди
През 2015 г. е номиниран и печели награди от няколко международни филмови фестивала:
- Кан – Наградата на журито в програма „Особен поглед“[4][5][6]
- Пула – „Златна арена“ за най-добър филм, най-добър режисьор, най-добра актриса (Тихана Лазович), най-добра поддържаща актриса (Нивес Иванкович), най-добър поддържащ актьор (Дадо Чосич), костюми (Ана Савич Гечан)
- Сараево – Наградата C.I.C.A.E.
- Порторож – Най-добър оператор, награда за най-добър филм според словенската киномрежа
- Котбус – Най-добър филм, най-добра актриса, наградата на ФИПРЕССИ
- Минск – Най-добър режисьор, най-добър оператор
- Кайро – Наградата за артистичен принос
- Номиниран е за наградата LUX

## Актьорски състав
- Тихана Лазович – Йелена, Наташа и Мария
- Горан Маркович – Иван, Анте и Лука
- Нивес Иванкович – майката на Йелена и майката на Мария
- Дадо Чосич – Саша
- Стипе Радоя – Божо и Ивно
- Трпимир Юркич – бащата на Иван и бащата на Лука
- Мира Баняц – бабата на Иван
- Славко Собин – Мане и Дино